# Trathala striata
Trathala striata är en stekelart som beskrevs av Cameron 1899. Trathala striata ingår i släktet Trathala och familjen brokparasitsteklar. Inga underarter finns listade i Catalogue of Life.